# Rayyanah Barnawi
Rayyanah Barnawi (arabiska: ريانة برناوي) är en biomedicinsk forskare och rymdfarare från Saudiarabien. Barnawi föddes i september 1988 i Jidda och växte upp i Riyadh med sina syskon och föräldrar. Hon har en magisterexamen i biomedicin från Alfaisaluniversitetet, och en kandidatexamen i biomedicin från University of Otago i Nya Zeeland. Barnawi har nästan ett decenniums erfarenhet av att omstrukturera stamceller och vävnader.

## Rymdfärd
Tillsammans med sin landsman Ali AlQarni tjänstgjorde hon som uppdragsspecialist under en flygning kallad Axiom Mission 2. Övriga två i besättningen var befälhavare Peggy Whitson samt pilot John Shoffner.
Söndagen den 21 maj 2023 for Barnawi ut i rymden i rymdfarkosten Spacex Dragon 2. Dagen därpå dockade farkosten med Internationella rymdstationen (ISS). Efter att ha tillbringat åtta dagar ombord på rymdstationen, lämnade man den, den 30 maj och några timmar senare, den 31 maj, landade rymdfarkosten i Mexikanska golfen.